# Wilhelm Hugo Schmeltzer
Wilhelm Hugo Schmeltzer (* 8. September 1827 in Berlin; † 13. Februar 1894 ebenda) war königlich preußischer Generalmajor und zuletzt Kommandeur der 1. Fuß-Artilleriebrigade.

## Herkunft
Seine Eltern waren Georg Schmeltzer († 18. Dezember 1850) und dessen Ehefrau Emilie Weiß († 30. Juni 1882). Sein Vater war Bahnhofsinspekteur und ehemaliger Ingenieur-Geograph.

## Leben
Er besuchte die Markgrafsche Schule und das Gymnasium zum Grauen Kloster in Berlin. Nach seinem Abschluss ging er am 13. Januar 1845 als Kanonier in die 3. Artilleriebrigade. Vom 1. Oktober 1845 bis zum 19. März 1848 war er in die Vereinigte Artillerie- und Ingenieurschule abkommandiert. Dort wurde er am 28. Januar 1846 zum Portepeefähnrich und am 13. September 1847 zum aggregierten Seconde-Lieutenant ernannt, außerdem wurde er am 18. Dezember 1847 in die 8. Artilleriebrigade aggregiert. Nach seiner Rückkehr wurde er am 10. Oktober 1848 mit Patent zum 22. August 1846 Artillerieoffizier einrangiert. Vom 1. Oktober 1852 bis zum 30. Juni 1855 war er an die Allgemeine Kriegsschule und nach seiner Rückkehr ab 9. April 1857 als Lehrer an das Kadettenhaus nach Berlin kommandiert. Dort stieg er am 1. Oktober 1857 zum Premier-Lieutenant und am 13. September 1850 zum Hauptmann auf. Er erhielt am 5. Januar 1863 wieder eine Feldverwendung und kam als Batteriechef mit Patent zum 31. Juli 1859 in die Artilleriebrigade Nr. 7. Während des Deutsch-Dänischen Krieges von 1864 kämpfte er bei den Düppeler Schanzen. Dafür erhielt er am 7. Juni 1864 den Roten Adlerorden 4. Klasse. Während des Deutschen Krieges von 1866 kämpfte er bei Münchengrätz und Königgrätz. Dafür erhielt er am 20. September 1866 den Kronen-Orden 3. Klasse mit Schwertern.
Nach dem Krieg wurde er als Lehrer an die Artillerie- und Ingenieurschule abkommandiert und dazu a la suite des Feld-Artillerieregiments Nr. 7 gestellt. Am 28. November 1868 wurde er unter Belassung seines Kommandos in das Feld-Artillerieregiments Nr. 10 versetzt. Anschließend wurde er am 11. September 1869 als Kommandeur der I. Abteilung in das Festungsartillerieregiment Nr. 3 versetzt. Von dort wurde er am 10. März 1870 als Artillerie-Offizier vom Platz in die Festung Mainz versetzt. Während des Deutsch-Französischen Krieges wurde er am 10. November 1870 zur Übernahme des Kommandos der zur Belagerung von Diedenhofen herangezogenen Festungs-Artilleriekompanien ernannt, dann Kommandeur der Belagerungsartillerie vor Montmedy und dann derer vor Mezieres. Am 6. Februar 1871 erhielt er dafür das Eiserne Kreuz 2. Klasse.
Nach dem Krieg kehrte er am 8. Januar 1871 als Offizier vom Platz in die Festung Mainz zurück und wurde am 22. August 1871 in die 3. Artilleriebrigade versetzt. Von dort kam er am 26. Oktober 1872 in das Fuß-Artillerieregiment Nr. 3, aber schon am 28. Januar 1872 wurde er zur Führung des Garde-Fußartillerieregiments abkommandiert. Außerdem war er vom 11. Februar 1873 bis zum 12. Dezember 1874 auch Mitglied der Prüfungskommission für Premier-Lieutenant der Artillerie. Am 22. März 1873 zum Oberstleutnant befördert, wurde er am 15. Mai 1873 Mitglied der Studienkommission für die Kriegsschulen. Am 19. Juni 1876 wurde er dann als Kommandeur des Garde-Fuß-Artillerieregiments bestätigt. Bereits am 2. Mai 1875 wurde er als Direktor in die Artillerie- und Ingenieurschule versetzt und dazu a la suite des Regiments gestellt. Am 22. März 1876 stieg er zum Oberst auf und wurde am 4. Juni 1876 Mitglied der Kommission zur Umgestaltung des Zeughauses. Dazu erhielt er am 14. Januar 1879 den Rang und die Gebührnisse als Brigadekommandeur. Am 24. Juli 1879 wurde er dann als Kommandeur in die 1. Fuß-Artilleriebrigade versetzt und dazu a la suite des Garde-Fuß-Artillerieregiments gestellt. Am 22. März 1882 erfolgte seine Beförderung zum Generalmajor. Am 14. Oktober 1883 wurde er mit Pension zur Disposition gestellt und mit dem Roten Adlerorden 2. Klasse mit Eichenlaub und Schwertern ausgezeichnet. Noch am 22. März 1887 erhielt er den Charakter als Generalleutnant.
Er starb am 13. Februar 1894 in Berlin und wurde am 16. Februar 1894 auf dem Garnisonsfriedhof beigesetzt.

## Familie
Schmeltzer heiratet am 20. Oktober 1867 in Berlin Marie Klemme (* 13. Februar 1838; † 1. Juni 1910). Das Paar hatte mehrere Kinder:
- Richard (* 6. November 1858)
- Hedwig (* 29. August 1870)
- Susanne (* 21. März 1874)